# IC 404
IC 404 ist eine Spiralgalaxie vom Hubble-Typ S im Sternbild Orion am Nordsternhimmel. Sie ist schätzungsweise 402 Millionen Lichtjahre von der Milchstraße entfernt und hat einen Durchmesser von etwa 60.000 Lj. 

Das Objekt wurde am 9. März 1893 von dem französischen Astronomen Stéphane Javelle entdeckt.